# Edward Bryant

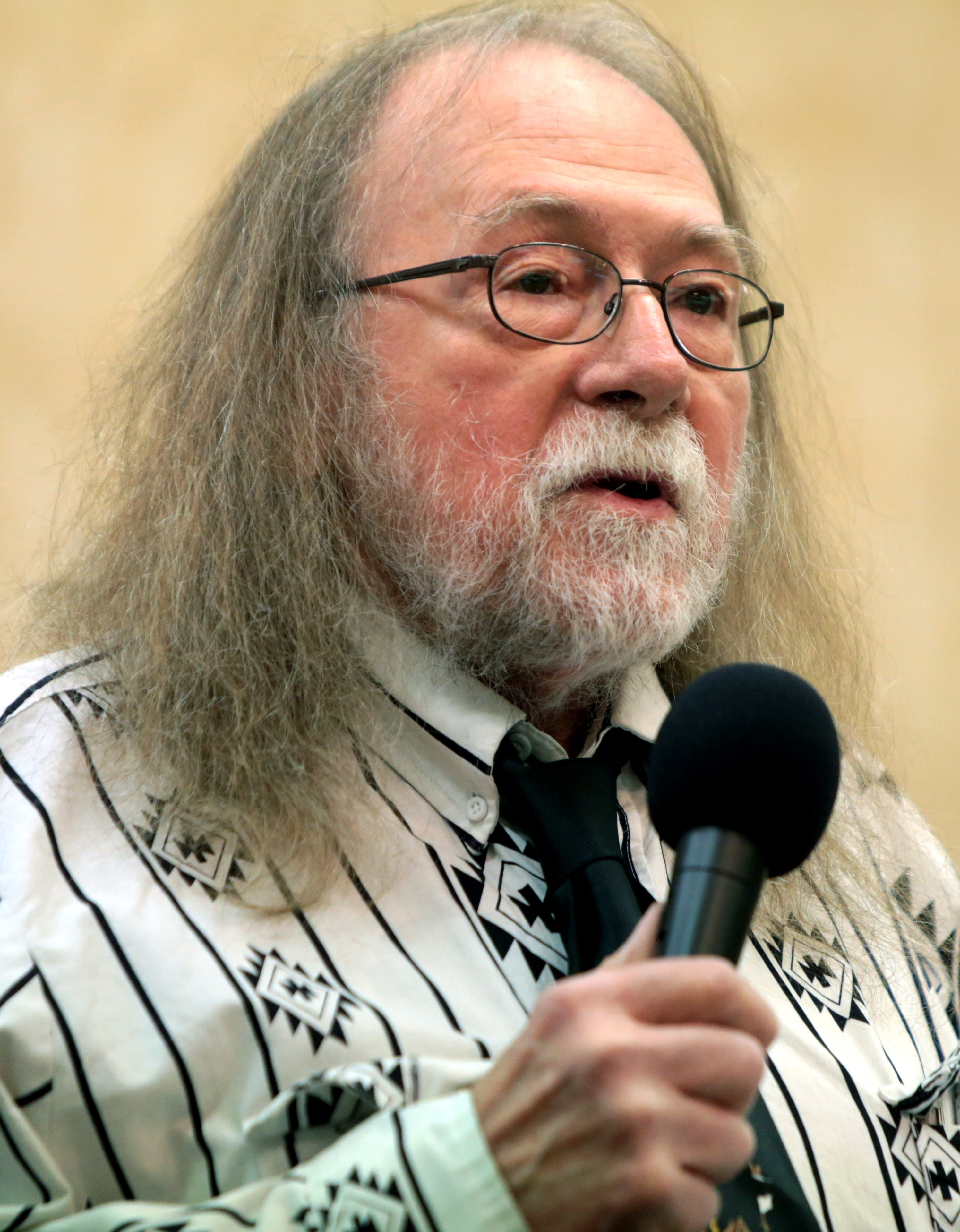
Ed Bryant 2016

Edward „Ed“ Winslow Bryant Jr. (geboren am 27. August 1945 in White Plains, New York; gestorben am 10. Februar 2017 in Denver) war ein amerikanischer Autor von Science-Fiction- und Horror-Literatur.

## Leben
Bryant war der Sohn von Edward Winslow Bryant und Anne Harter, geborene Van Kleeck. Als er sechs Monate alt war, zog die Familie auf eine Farm in Wyoming, wo Bryant aufwuchs. Als er ungefähr 10 war, musste die Farm aufgegeben werden, sein Vater wurde Wanderarbeiter und schließlich Postangestellter in Wheatland, Wyoming, seine Mutter arbeitete bei einem Rechtsanwalt.
Bryant studierte mit einem Stipendium an der University of Wyoming, wo er 1967 mit einem M. A. in Literaturwissenschaft abschloss. Der Titel seiner Abschlussarbeit war Imagery of the Path in the Novels of Hermann Hesse.
Zuvor hatte er als Discjockey bei KYCN Radio in Wheatland (1961–1963) und als Nachrichtenredakteur bei KOWB Radio in Laramie (1965) gearbeitet. Von 1968 bis 1969 war er Expedient bei Blevins Manufacturing und 1970 Lehrer an der Sherwood Oaks Experimental High School.
1968 und 1969 war er Teilnehmer des Clarion Science Fiction Writers’ Workshop für angehende SF-Autoren, wo er Harlan Ellison kennen lernte, mit dem zusammen er seinen einzigen Roman verfasste, eine Adaption von Ellisons Drehbuch für den Pilotfilm der kanadischen SF-Fernsehserie The Starlost. Es waren weitere Adaptionen geplant, die aber nicht zustande kamen.
Seine erste Kurzgeschichte war im Januar 1970 in New Worlds #197 veröffentlicht worden und von nun an arbeitete Bryant als freier Schriftsteller, wobei er zunächst Schwierigkeiten hatte, seine Arbeiten an Magazine wie Paris Review und North American Review zu verkaufen, denen seine Stories zu sehr in Richtung SF gingen, während den SF-Magazinen umgekehrt seine Geschichten zu literarisch waren.
1972 zog er nach Denver, Colorado, wo er im gleichen Jahr nach dem Vorbild der Clarion Workshops die Northern Colorado Writers Workshops begründete und über viele Jahre leitete.
1973 erschien eine erste Sammlung seiner Arbeiten, Among the Dead and Other Events Leading Up to the Apocalypse, und 1979 wurde er für die Kurzgeschichte Stone (deutscher Titel: Die Schere zerbricht am Stein) mit dem Nebula Award ausgezeichnet.

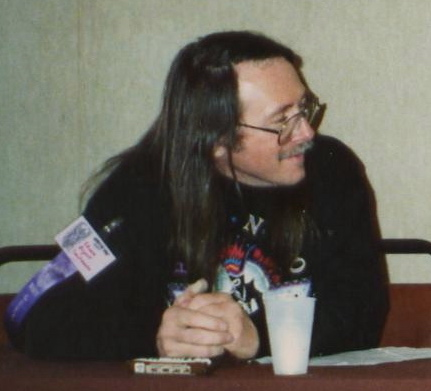
Edward Bryant 1989

Er blieb als Autor von Kurzgeschichten produktiv bis 1999. Er litt seit längerer Zeit an Diabetes Typ 1 und 2000 wurde eine fortgeschrittene Osteoporose diagnostiziert, nachdem er sich im Schlaf einen Knochen in der Schulter gebrochen hatte.
In den folgenden Jahren schrieb er hauptsächlich Buchbesprechungen und Berichte von SF-Conventions für das Magazin Locus.
Durch die Komplikationen und Kosten seiner Diabetes-Erkrankung und einer Bypass-Operation von 2004 in finanzielle Bedrängnis geraten, starteten seine Freunde 2010 eine Crowdfunding-Aktion, um ihm zu helfen.
2017 starb er im Alter von 71 Jahren.
Über die Gegenstände der Phantastik und sein Verhältnis zu ihnen sagte er:

„I believe the wondrous exists. But it's really a metaphor for some very physical, nitty-gritty realities. Certainly while I'm writing, in that act of creating people and worlds, I suspend my sense of disbelief. I believe in the things I'm writing about.“

„Ich glaube an die Existenz des Wunderbaren. Aber es ist eine Metapher für ein paar sehr harte, sehr grundlegende Tatsachen. Beim Schreiben aber, während des Erfindens von Figuren und Welten, lasse ich meinen Unglauben beiseite. Ich glaube an das, worüber ich schreibe.“

## Auszeichnungen
- 1979 Nebula Award für die Kurzgeschichte Stone (1978)
- 1980 Nebula Award für die Kurzgeschichte giANTS (1979)
- 1997 International Horror Guild Award in der Kategorie Living Legend

Neben den genannten Auszeichnungen wurden Arbeiten von Bryant vielfach nominiert, unter anderem für Hugo Award, World Fantasy Award, Bram Stoker Award, Theodore Sturgeon Memorial Award und Locus Award.

## Bibliografie

### Serien und Zyklen
Angie Black (Kurzgeschichten)
- In the Shade (in: The Magazine of Fantasy & Science Fiction, October 1982)
- Armageddon Between Sets (in: The Magazine of Fantasy & Science Fiction, September 1984)
  - Deutsch: Armageddon in der Pause. Übersetzt von Michael Windgassen. In: Ronald M. Hahn (Hrsg.): Sphärenklänge. Heyne SF&F #4389, 1987, ISBN 3-453-31387-9.
- Fetish (1991, Kurzroman)

Wild Cards
- 3 Wild Cards III: Jokers Wild (1987; mit Leanne C. Harper, John J. Miller, Walton Simons, Melinda M. Snodgrass, Lewis Shiner, George R. R. Martin und John J. Miller)
  - Deutsch: Wilde Joker. Übersetzt von Christian Jentzsch. Heyne SF&F #5605, 1997, ISBN 3-453-11913-4. Auch als: Der Astronom. Übersetzt von Christian Jentzsch. Penhaligon (Wild Cards – die erste Generation #3), 2017, ISBN 978-3-7645-3178-2.
- 5 Wild Cards III (1987; mit George R. R. Martin, Leanne C. Harper, Stephen Leigh, Victor W. Milan, John J. Miller und Lewis Shiner)
  - Deutsch: Wilde Joker. Übersetzt von Christian Jentzsch. Heyne SF&F #5605, 1997, ISBN 3-453-11913-4.
- 11 Dealer’s Choice (1992; mit George R. R. Martin, Stephen Leigh, John J. Miller und Walter Jon Williams)
- Down Deep (1986; mit Leanne C. Harper)
  - Deutsch: Tief unten. Übersetzt von Christian Jentzsch. In: George R. R. Martin (Hrsg.): Asse und Joker. Heyne SF&F #5602, 1996, ISBN 3-453-10926-0.
- Down in the Dreamtime (1988, in: George R. R. Martin (Hrsg.): Aces Abroad)
  - Deutsch: In der Traumzeit. Übersetzt von Christian Jentzsch. In: George R. R. Martin (Hrsg.): Asse im Einsatz. Heyne SF&F #5606, 1997, ISBN 3-453-12665-3.
- The Second Coming of Buddy Holley (1988, in: George R. R. Martin (Hrsg.): Down & Dirty)
  - Deutsch: Die Wiedergeburt Buddy Holleys. Übersetzt von Christian Jentzsch. In: George R. R. Martin (Hrsg.): Nur Tote kennen Jokertown. Heyne SF&F #5607, 1998, ISBN 3-453-13321-8. Auch als: Die Wiederkunft Buddy Holleys. Übersetzt von Christian Jentzsch. In: George R. R. Martin (Hrsg.): Nur Tote kennen Jokertown. Heyne SF&F #5607, 1998, ISBN 3-453-13321-8.

### Romane
- Phoenix Without Ashes (1975; mit Harlan Ellison)

### Sammlungen
- Among the Dead and Other Events Leading Up to the Apocalypse (1973; auch: Among the Dead and Other Events Leading to the Apocalypse, 1974)
- Cinnabar (1976)
  - Deutsch: Eine Stadt namens Cinnabar. Übersetzt von Karl H. Schulz. Moewig Science Fiction #3611, 1983, ISBN 3-8118-3611-0.
- Wyoming Sun (1980)
- Particle Theory (1981)
- Neon Twilight (1990)
- Darker Passions (1992)
- The Baku: Tales of the Nuclear Age (2001)
- Trilobyte (2014)
- Predators and Other Stories (2014)
- 100 Selected Horror Stories (2019)

### Kurzgeschichten
1970
- Sending the Very Best (in: New Worlds, #197 January 1970)
- In the Silent World (in: Worlds of If, March 1970)
- Adrift on the Freeway (1970, in: Marilyn Hacker und Samuel R. Delany (Hrsg.): Quark/1)

1971
- Among the Dead (1971, in: Marilyn Hacker und Samuel R. Delany (Hrsg.): Quark/2)
- Waiting in Crouched Halls (in: Worlds of Tomorrow, Spring 1971)
- Her Lover’s Name Was Death (in: The Magazine of Fantasy and Science Fiction, May 1971)
- The Lurker in the Locked Bedroom (in: Fantastic, June 1971)
- The Soft Blue Bunny Rabbit Story (1971, in: Robin Scott Wilson (Hrsg.): Clarion)
- Eyes of Onyx (1971, in: David Gerrold und Stephen Goldin (Hrsg.): Protostars)
- The Human Side of the Village Monster (1971, in: Terry Carr (Hrsg.): Universe 1)
- Jade Blue (1971, in: Terry Carr (Hrsg.): Universe 1)
  - Deutsch: Blau-Jade. Übersetzt von Karl H. Schulz. In: Edward Bryant: Eine Stadt namens Cinnabar. 1983. Auch als: Jade Blau. Übersetzt von Michael Kubiak. In: Jack M. Dann und Gardner R. Dozois (Hrsg.): Das große Katzen-Lesebuch der Fantasy. Goldmann, 1993, ISBN 3-442-42244-2.
- Love Song of Herself (1971, in: Robert Silverberg (Hrsg.): New Dimensions 1: Fourteen Original Science Fiction Stories)
- The Road to Cinnabar (1971, in: Robert Hoskins (Hrsg.): Infinity Two)
  - Deutsch: Die Straße nach Cinnabar. Übersetzt von Karl H. Schulz. In: Edward Bryant: Eine Stadt namens Cinnabar. 1983.

1972
- Jody After the War (1972, in: Damon Knight (Hrsg.): Orbit 10)
- The 10:00 Report is Brought to You By … (1972, in: Harlan Ellison (Hrsg.): Again, Dangerous Visions)
- The Hanged Man (1972, in: Robin Scott Wilson (Hrsg.): Clarion II)
- Their Thousandth Season (1972, in: Robin Scott Wilson (Hrsg.): Clarion II; auch: Gray Matters, 1976)
  - Deutsch: Graue Materie. In: Edward Bryant: Eine Stadt namens Cinnabar. 1983.
- Beside Still Waters (1972, in: David Gerrold und Stephen Goldin (Hrsg.): Generation: An Anthology of Speculative Fiction; mit James Sutherland)
- Darling, When You Hurt Me (in: Eternity SF, #1 July 1972)
- Nova Morning (1972, in: David Gerrold und Stephen Goldin (Hrsg.): Generation: An Anthology of Speculative Fiction; mit Jody Harper)
- The Poet in the Hologram in the Middle of Prime Time (1972, in: Harry Harrison (Hrsg.): Nova 2)
  - Deutsch: Der Poet im Hologramm. Übersetzt von Lore Straßl. In: Harry Harrison (Hrsg.): Nova 2. Bastei Lübbe Science Fiction Taschenbuch #21040, 1973, ISBN 3-404-09922-2.
- Audition: Soon to Be a Major Production (1972, in: Robert Hoskins (Hrsg.): Infinity Four)
- No. 2 Plain Tank Auxiliary Fill Structural Limit 17,605 lbs. Fuel-PWA Spec. 522 Revised (1972, in: Robert Silverberg (Hrsg.): New Dimensions II: Eleven Original Science Fiction Stories)
- Beyond the Sand River Range (1972, in: Robert Hoskins (Hrsg.): Infinity Three)
- Dune’s Edge (1972, in: Damon Knight (Hrsg.): Orbit 11)

1973
- Nightmare Syndrome (in: Fantastic, February 1973)
- Paths (1973, in: Vertex: The Magazine of Science Fiction, June 1974)
  - Deutsch: Der Gipfel der Schöpfung -. Übersetzt von Tony Westermayr. In: Isaac Asimov, Joseph D. Olander und Martin H. Greenberg (Hrsg.): Feuerwerk der SF. Goldmann (Edition '84: Die positiven Utopien #8), 1984, ISBN 3-442-08408-3.
- Pinup (1973, in: Damon Knight (Hrsg.): Orbit 12)
- Shark (1973, in: Damon Knight (Hrsg.): Orbit 12)
  - Deutsch: Der Hai. Übersetzt von Leni Sobez. In: Kate Wilhelm (Hrsg.): Der Plan ist Liebe und Tod. Moewig (Playboy Science Fiction #6730), 1982, ISBN 3-8118-6730-X.
- The Legend of Cougar Lou Landis (1973, in: Terry Carr (Hrsg.): Universe 3)
  - Deutsch: Die Legende von Puma Lou Landis. Übersetzt von Karl H. Schulz. In: Edward Bryant: Eine Stadt namens Cinnabar. 1983.
- 2.46593 (1973, in: Joseph Elder (Hrsg.): Eros in Orbit)
  - Deutsch: 2.46593. Übersetzt von Thomas M. Loock. In: Michael Kubiak (Hrsg.): Kontakte: Neue erotische SF-Geschichten. Bastei Lübbe Science Fiction Bestseller #22079, 1985, ISBN 3-404-22079-X.
- File on the Plague (1973, in: Edward Bryant: Among the Dead and Other Events Leading Up to the Apocalypse)
- Tactics (1973, in: Edward Bryant: Among the Dead and Other Events Leading Up to the Apocalypse)
- Teleidoscope (1973, in: Edward Bryant: Among the Dead and Other Events Leading Up to the Apocalypse)

1974
- Going West (1974, in: Damon Knight (Hrsg.): Orbit 13)
- And Then He Died (in: Vertex: The Magazine of Science Fiction, June 1974)
- Hayes and the Heterogyne (in: Vertex: The Magazine of Science Fiction, June 1974)
  - Deutsch: Tourmaline Hayes und der Heterogyn. In: Edward Bryant: Eine Stadt namens Cinnabar. 1983.
- Cowboys, Indians (1974, in: David Gerrold und Stephen Goldin (Hrsg.): Alternities)

1975
- Sharking Down (1975, in: Vertex: The Magazine of Science Fiction, June 1974)
  - Deutsch: Die Haifisch-Downs. Übersetzt von Karl H. Schulz. In: Edward Bryant: Eine Stadt namens Cinnabar. 1983.
- Brain Terminal (in: Vertex, August 1975)
  - Deutsch: Endstation Hirn. Übersetzt von Karl H. Schulz. In: Edward Bryant: Eine Stadt namens Cinnabar. 1983.
- Xenofreak/Xenophobe (1975, in: Roger Elwood (Hrsg.): Dystopian Visions)

1976
- Years Later (1976, in: Edward Bryant: Cinnabar)
  - Deutsch: Späte Jahre. Übersetzt von Karl H. Schulz. In: Edward Bryant: Eine Stadt namens Cinnabar. 1983.

1977
- Particle Theory (in: Analog Science Fiction/Science Fact, February 1977)
  - Deutsch: Teilchentheorie. Übersetzt von Erik Simon. In: James E. Gunn (Hrsg.): Von Malzberg bis Benford. Heyne BSF #99, 1993, ISBN 3-453-06244-2.

1978
- Stone (in: The Magazine of Fantasy and Science Fiction, February 1978)
  - Deutsch: Die Schere zerbricht am Stein. Übersetzt von Rose Aichele. In: Manfred Kluge (Hrsg.): Die Trägheit des Auges. Heyne SF&F #3659, 1979, ISBN 3-453-30574-4. Auch als: Stein. Übersetzt von Joachim Fuchs. In: Werner Fuchs (Hrsg.): Licht- und Schattenjahre. Droemer Knaur (Knaur Science Fiction & Fantasy #5838), 1986, ISBN 3-426-05838-3.
- Kicks Are For Kids (1978, in: Roy Torgeson (Hrsg.): Chrysalis 3)
  - Deutsch: Sensationen sind für die Kinder. Übersetzt von Leni Sobez. In: Roy Torgeson (Hrsg.): Die verdorbene Frau. Moewig (Playboy Science Fiction #6720), 1981, ISBN 3-8118-6720-2.

1979
- Teeth Marks (in: The Magazine of Fantasy & Science Fiction, June 1979)
  - Deutsch: Bißwunden. Übersetzt von Barbara Schönberg. In: Manfred Kluge (Hrsg.): Fenster. Heyne SF&F #3866, 1982, ISBN 3-453-30752-6.
- giANTS (in: Analog Science Fiction/Science Fact, August 1979)
  - Deutsch: Das New-Mexico-Projekt. Übersetzt von Hans J. Schütz. In: Werner Fuchs (Hrsg.): Visum für die Ewigkeit. Droemer Knaur (Knaur Science Fiction & Fantasy #5743), 1982, ISBN 3-426-05743-3.

1980
- Precession (1980, in: Ursula K. Le Guin und Virginia Kidd (Hrsg.): Interfaces)
  - Deutsch: Präzession. Übersetzt von Birgit Reß-Bohusch. In: Ursula K. Le Guin und Virginia Kidd (Hrsg.): Grenzflächen. Heyne SF&F #4175, 1985, ISBN 3-453-31140-X.
- Dark Angel (1980, in: Kirby McCauley (Hrsg.): Dark Forces)
  - Deutsch: Racheengel. Übersetzt von Elisabeth Simon. In: Kirby McCauley (Hrsg.): Acht Stationen des Grauens. Moewig Phantastica #1813, 1984, ISBN 3-8118-1813-9.
- Strata (in: The Magazine of Fantasy & Science Fiction, August 1980)
  - Deutsch: Relikte. Übersetzt von Biggy Winter. In: Manfred Kluge (Hrsg.): Terrarium. Heyne SF&F #3931, 1982, ISBN 3-453-30854-9. Auch als: Schichten. Übersetzt von Marianne W. Bayer. In: Jack M. Dann und Gardner R. Dozois (Hrsg.): Das große Dinosaurier-Lesebuch. Goldmann, 1992, ISBN 3-442-08233-1.
- To See (1980, in: John Silbersack und Victoria Schochet (Hrsg.): The Berkley Showcase: New Writings in Science Fiction and Fantasy, Vol. 2; auch: Afterword: To See, 1981)
- Prairie Sun (in: Omni, October 1980)
- We’ll Have Such a Good Time, Lover (in: Chrysalis 7, 1980)
  - Deutsch: Wie schön wird es sein, Liebster. Übersetzt von Leni Sobez. In: Roy Torgeson (Hrsg.): Sonate für drei Elektroden. Moewig (Playboy Science Fiction #6731), 1982, ISBN 3-8118-6731-8.

1981
- The Thermals of August (in: The Magazine of Fantasy & Science Fiction, May 1981)
  - Deutsch: Himmelskämpfer. Übersetzt von Rainer Schmidt. In: Ronald M. Hahn (Hrsg.): Das fröhliche Volk von Methan. Heyne SF&F #3946, 1983, ISBN 3-453-30874-3.
- The Hibakusha Gallery (1981, in: Edward Bryant: Particle Theory)

1982
- Freezing to Death (in: Shayol, #5 Winter 1982)

1983
- Bean Bag Cats® (in: Omni, November 1983)

1984
- The Man of the Future (in: The Magazine of Fantasy & Science Fiction, October 1984)
  - Deutsch: Der Mann der Zukunft. Übersetzt von Karl-Ulrich Burgdorf. In: Ronald M. Hahn (Hrsg.): Der Zeitseher. Heyne SF&F #4265, 1986, ISBN 3-453-31244-9.
- Dancing Chickens (1984, in: Michael Bishop (Hrsg.): Light Years and Dark: Science Fiction and Fantasy Of and For Our Time)
- Pilots of the Twilight (in: Isaac Asimov’s Science Fiction Magazine, Mid-December 1984)
- The Serrated Edge (in: Omni, December 1984)
- Party Time (1984, in: Westercon 37 Program Book)

1985
- The Man Who Always Wanted to Travel (in: Omni, June 1985)
- The Overly Familiar (in: Shayol, #7 Fall/Winter 1985)

1986
- The Transfer (1986, in: Dennis Etchison (Hrsg.): Cutting Edge)
- Presents of Mind (in: Isaac Asimov’s Science Fiction Magazine, December 1986; mit Connie Willis, Steve Rasnic Tem und Dan Simmons)

1987
- The Baku (1987, in: Night Visions 4)
- Buggage (1987, in: Night Visions 4)
- Doing Colfax (1987, in: Night Visions 4)
- Drummer’s Star (in: The Magazine of Fantasy & Science Fiction, October 1987)
- Frat Rat Bash (1987, in: Night Visions 4)
- Haunted (1987, in: Night Visions 4)
- Predators (1987, in: Night Visions 4)
- Coon Dawgs (1987, in: James P. Blaylock und Edward Bryant: The Shadow on the Doorstep / Trilobyte)
- An Easter Treasure (1987, in: James P. Blaylock und Edward Bryant: The Shadow on the Doorstep / Trilobyte)

1988
- This Is the Way the World Ends, Soggily (1988, in: Cyn Mason (Hrsg.): Wet Visions: The Rainthology: A Collection of Soluble Stories)
- A Functional Proof of Immortality (1988, in: Rob Meades und David B. Wake (Hrsg.): The Drabble Project)
- Skin and Blood (in: Omni, April 1988)
- Author’s Notes (1988, in The Year's Best Fantasy: First Annual Collection)
  - Deutsch: Notizen des Autors. Übersetzt von Harro Christensen. In: Ellen Datlow und Terri Windling (Hrsg.): Das neue Buch der Fantasy. Bastei Lübbe Paperback #28191, 1990, ISBN 3-404-28191-8.
- The Cutter (1988, in: David J. Schow (Hrsg.): Silver Scream)
- While She Was Out (in: Pulphouse: The Hardback Magazine, Issue One: Fall 1988)
  - Deutsch: Als sie beim Einkaufen war. Übersetzt von Maximilian K. Brocken. In: Paul M. Sammon (Hrsg.): Splatterpunk: „Horror extrem“. Heyne Allgemeine Reihe #8542, 1992, ISBN 3-453-05626-4.
- Chrysalis (1988, in: Tim Sullivan (Hrsg.): Tropical Chills)
  - Deutsch: Die Larve. Übersetzt von Marcel Bieger. In: Tim Sullivan (Hrsg.): Heiße Angst. Droemer Knaur (Knaur-Taschenbücher #1836), 1990, ISBN 3-426-01836-5.

1989
- Good Kids (1989, in: Ellen Datlow (Hrsg.): Blood Is Not Enough)
- ’Saurus Wrecks (1989, in: Lou Aronica, Shawna McCarthy, Amy Stout und Pat LoBrutto (Hrsg.): Full Spectrum 2)
- A Sad Last Love at the Diner of the Damned (1989, in: John Skipp und Craig Spector (Hrsg.): Book of the Dead)
- Mod Dogs (in: Omni, November 1989)

1990
- Dying Is Easy, Comedy Is Hard (1990, in: Martin H. Greenberg (Hrsg.): The Further Adventures of The Joker; mit Dan Simmons)
- Neon (1990, in: Edward Bryant: Neon Twilight)
- The Loneliest Number (1990, in: Pulphouse: The Hardback Magazine, Issue One: Fall 1988)
- Slippage (1990, in: Kathryn Cramer (Hrsg.): Walls of Fear)

1991
- The Great Steam Bison of Cycad Center (1991, in: Anne Devereaux Jordan (Hrsg.): Fires of the Past: Thirteen Contemporary Fantasies About Hometowns)
- Down Home (1991, in: Gary L. Raisor (Hrsg.): Obsessions)
- Colder Than Hell (1991, in: Tim Sullivan (Hrsg.): Cold Shocks)
  - Deutsch: Kälter als die Hölle. Übersetzt von Marcel Bieger. In: Tim Sullivan (Hrsg.): Kälter als die Hölle. Droemer Knaur (Knaur Horror #7000), 1993, ISBN 3-426-70001-8.
- Country Mouse (1991, in: Bruce D. Arthurs (Hrsg.): Copper Star)

1992
- Human Remains (1992, in: Edward Bryant: Darker Passions)

1993
- Aqua Sancta (1993)

1994
- The Fire That Scours (in: Omni, October 1994)

1995
- Flirting with Death (in: The Magazine of Fantasy & Science Fiction, May 1995)
- Calling the Lightning by Name (1995, in: Steve Rasnic Tem (Hrsg.): High Fantastic: Colorado’s Fantasy, Dark Fantasy, and Science Fiction)
- Big Dogs, Strange Days (1995, in: Peter S. Beagle, Janet Berliner und Martin H. Greenberg (Hrsg.): Peter S. Beagle’s Immortal Unicorn)
- Raptured Up in Blue (in: Stephen P. Brown (Hrsg.): 21st Annual World Fantasy Convention — 1995)

1996
- Talkin’ Trailer Trash (1996, in: Martin H. Greenberg und Norman Partridge (Hrsg.): It Came from the Drive-In)
- Disillusion (1996, in: David Copperfield und Janet Berliner (Hrsg.): David Copperfield’s Beyond Imagination)

1998
- Ashes on Her Lips (1998, in: Ellen Datlow und Terri Windling (Hrsg.): Sirens and Other Daemon Lovers)
- Knock (1998, in: Stefan Dziemianowicz, Robert Weinberg und Martin H. Greenberg (Hrsg.): Horrors! 365 Scary Stories: Get Your Daily Dose of Terror)

1999
- The Flicker Man (1999, in: Whitley Strieber (Hrsg.): Whitley Strieber’s Aliens; mit Trey R. Barker)
- The Clock That Counts the Dead (1999, in: Stephen Jones (Hrsg.): White of the Moon: New Tales of Madness and Dread)
- Styx and Bones (1999, in: Al Sarrantonio (Hrsg.): 999: New Stories of Horror and Suspense)
  - Deutsch: Der Fluß Styx. In: Al Sarrantonio (Hrsg.): 999: Festmahl des Grauens. Heyne Allgemeine Reihe #13213, 2001, ISBN 3-453-17753-3.
- The Shuttlecock (1999, in: James O’Barr und Edward E. Kramer (Hrsg.): Shattered Lives and Broken Dreams)

2000
- Mr. Twisted (2000, in: Edward E. Kramer (Hrsg.): Strange Attraction)

2001
- The Baku (Fernsehspiel, 2001, in: Edward Bryant: The Baku: Tales of the Nuclear Age)

2003
- They Only Come in Dreams (2003, in: Steven H. Silver und Martin H. Greenberg (Hrsg.): Horrible Beginnings)
- Everything Broken (2003, in: Brian A. Hopkins (Hrsg.): 13 Horrors: A Devil’s Dozen Stories Celebrating 13 Years of the World Horror Convention)

2010
- Bad German (2010, in: Kevin J. Anderson (Hrsg.): Blood Lite II: Overbite)

2015
- Marginal Hants (2015, in: Joshua Viola (Hrsg.): Nightmares Unhinged: Twenty Tales of Terror)

2017
- Bitten Off (2017, in: Joshua Viola und Mario Acevedo (Hrsg.): Blood Business: Crime Stories from This World and Beyond)

nicht erschienen
- War Stories (in: Harlan Ellison (Hrsg.): The Last Dangerous Visions)

### Anthologien
- 2076: The American Tricentennial (1977; mit Jo Ann Harper)
- The Shadow on the Doorstep / Trilobyte (1987; mit James P. Blaylock)